# Helena Barlow
Helena Barlow er en engelsk skuespiller, der er bedst kendt for sin rolle som Rose Weasley i Harry Potter and the Deathly Hallows. 

## Filmografi

### Film
| År   | Titel                                                   | Rolle                |  |
| ---- | ------------------------------------------------------- | -------------------- |  |
| 2011 | Harry Potter og Dødsregalierne                          | Rose Weasley         |  |
| 2011 | Horrid Henry: The Movie                                 | Sour Susan           |  |
| 2012 | Store forventninger (originaltitel: Great Expectations) | Ung Estella Havisham |  |
| 2013 | Harriet and the Matches                                 | Harriet              |  |

### Teater
| År   | Titel                            | Rolle           |
| ---- | -------------------------------- | --------------- |
| 2009 | The Nutcracker                   | Ensemble danser |
| 2009 | Opening of Michael Croft Theatre | Skolepige       |
| 2010 | Peter Pan                        | Wendy Darling   |